# The Rejuvenation of Aunt Mary (film 1927)
The Rejuvenation of Aunt Mary è un film muto del 1927 diretto da Erle C. Kenton.
È il remake di The Rejuvenation of Aunt Mary, diretto da Edward Dillon  nel 1916. Entrambi i film sono l'adattamento dell'omonimo lavoro teatrale di Anne Warner che andò in scena a Broadway il 12 novembre 1907 interpretato da May Robson.

## Trama
Mary Watkins ha due nipoti, Gus - che vive alle sue spalle - e Jack. Quest'ultimo, che ha studiato medicina, fa credere a tutti di essere un medico di successo mentre i suoi soli interessi sono quelli per i motori e le corse. Così, quando la zia decide di andargli a fare visita, Jack trasforma la sua casa in una clinica e i suoi amici lo aiutano nella finzione travestendosi da pazienti. Durante un giro in macchina, Jack e il suo amico Mel hanno un incidente che coinvolge il giudice Hopper, un vecchio fidanzato della zia, che Hopper ritrova quando viene ricoverato nell'ospedale di Jack.
I ragazzi vengono arrestati per eccesso di velocità, come anche zia Mary, l'infermiera Martha e Gus, l'altro nipote. Jack, che deve partecipare a una corsa, viene rilasciato in tempo per la gara aiutato anche dalla zia che sostituisce il meccanico. Ritrovato un nuovo interesse per la vita, una zia Mary ringiovanita convola a nozze con il giudice, mentre Jack impalma la bella infermiera.

## Produzione
Il film fu prodotto dalla Metropolitan Pictures Corporation of California.

## Distribuzione
Distribuito dalla Producers Distributing Corporation (PDC), il film - presentato da John C. Flinn - uscì nelle sale cinematografiche USA l'8 agosto 1927.